# Bogdanovac (okręg pczyński)
Bogdanovac (cyr. Богдановац) – wieś w Serbii, w okręgu pczyńskim, w gminie Bujanovac. W 2002 roku liczyła 101 mieszkańców.